# Diepenlinchen
Diepenlinchen ist ein Ortsteil des Stolberger Stadtteils Mausbach in der Städteregion Aachen. Der Ort liegt auf 295,9 m ü. NHN Höhe.

## Lage
Diepenlinchen liegt im Nordwesten von Mausbach. Weiter im Nordwesten schließt sich das Waldstück „Wolfshecke“ mit einem Wasserturm an. Die ehemaligen Bergehalden Weißenberg und Diepenlinchen im Nordosten wurden rekultiviert. Teile der ehemaligen Halde Diepenlinchen dienen als Gewerbegebiet. Bei Weißenberg liegen auch ein Naturschutzgebiet und ein Segelfluggelände.

## Geschichte

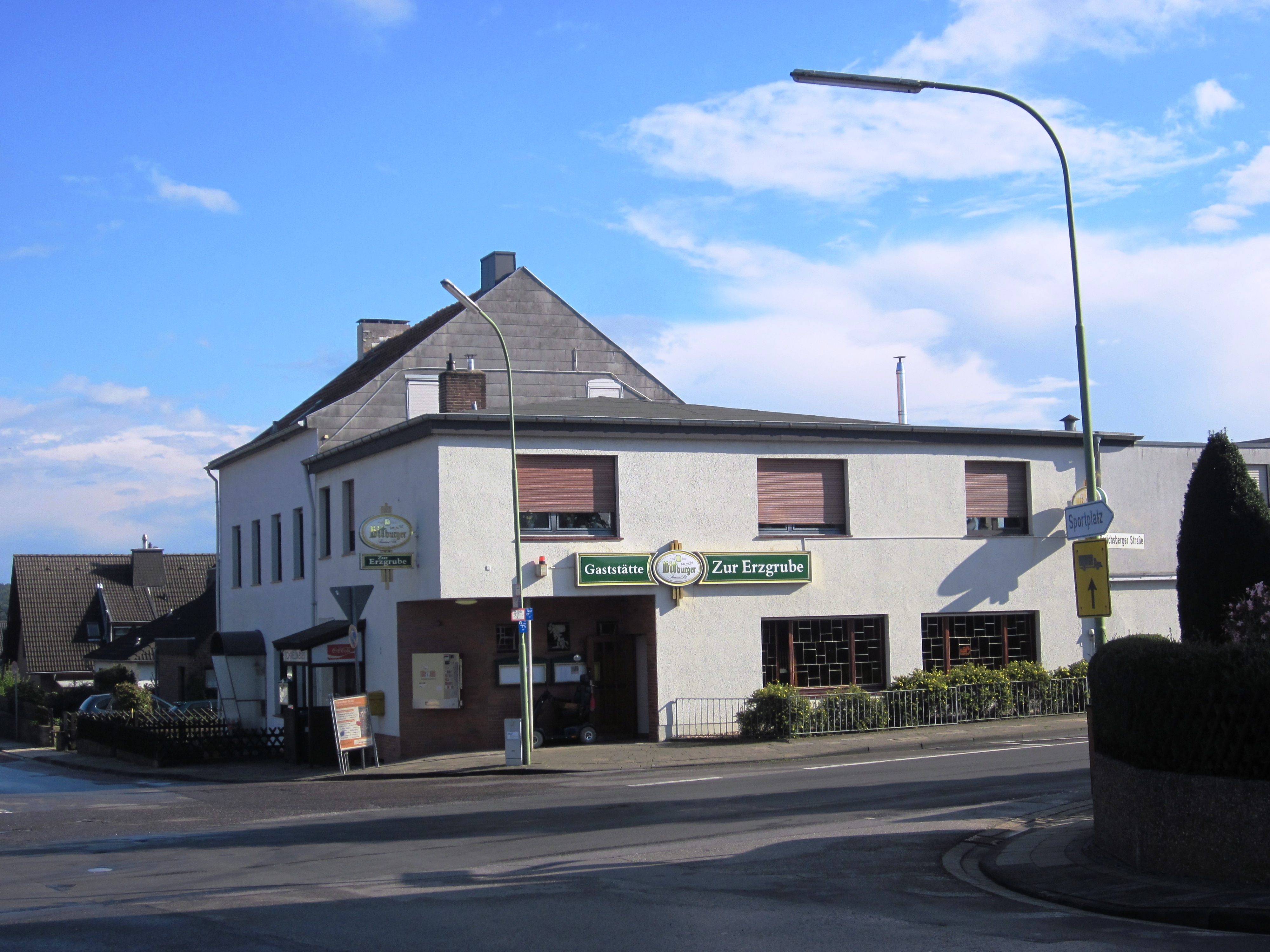
Gaststätte mit auf die Erzgrube hinweisendem Namen

Bei Diepenlinchen haben sich wahrscheinlich römische Bergwerke und Verarbeitungsstätten befunden. Um die Mitte des 19. Jahrhunderts erreichte der Bergbau in der Erzgrube Diepenlinchen großtechnische Dimensionen, und Diepenlinchen wurde zum Hauptarbeitgeber der Mausbacher und Gressenicher Bevölkerung. Bedingt durch den Tiefenausbau der Gruben wurden in dieser Zeit in zunehmendem Maße Primärerze gefördert.
Am 1. Oktober 1932 kamen nach Auflösung der Gemeinden Nothberg und Hastenrath im Kreis Düren der Ort Werth und die Häusergruppen Weißenberg, Diepenlinchen und Burgholz im so genannten „Hastenrather Zipfel“ an die Gemeinde Gressenich.
1965 wurden Fälle der Gressenicher Krankheit aus Stolberg-Binsfeldhammer sowie Gressenich und Diepenlinchen offiziell bekannt.
Mit der Eingemeindung Gressenichs am 1. Januar 1972 kam Diepenlinchen zu Stolberg.

## Verkehr
Die AVV-Buslinien 1 und 15 der ASEAG verbinden Diepenlinchen mit Stolberg-Mitte, Breinig, Aachen, Vicht und Schevenhütte.
| Linie | Verlauf |
| ----- | --- |
| 1     | Uniklinik – Westbahnhof – Ponttor – Aachen Bushof – Ludwig Forum – Talbot – Haaren – Verlautenheide – Atsch – Stolberg Mühlener Bf – Stolberg Altstadt – Binsfeldhammer – Bernardshammer – Vicht – Fleuth – Mausbach – Diepenlinchen – Werth – Gressenich – Schevenhütte |
| 15    | Elisenbrunnen – Aachen Bushof – Kaiserplatz – Josefskirche – Bf Rothe Erde – Forst – Brand – Krauthausen – Dorff – Breinig (– Breinigerberg – Vicht – Fleuth – Mausbach – Diepenlinchen)                                                                                 |